# كفر الحاج شربيني
قرية كفر الحاج شربينى هي إحدى القرى التابعة لمركز شربين في محافظة الدقهلية في جمهورية مصر العربية. حسب إحصاءات سنة 2006، بلغ إجمالي السكان في كفر الحاج شربينى 15883 نسمة، منهم 8234 رجل و7649 امرأة. من أعلامها القانوني عبد القادر عودة أحد أشهر رجال الإخوان المسلمين في الخمسينات وأخوه عبد الملك عودة أحد أشهر المفكرين الاقتصاديين وعميد كلية الاقتصاد والعلوم السياسية بجامعة القاهرة.